# Adolf Busemann
Pour les articles homonymes, voir Busemann.

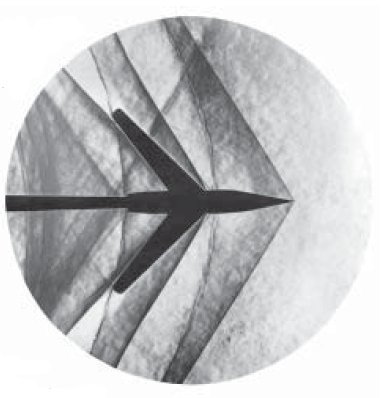
Strioscopie d'une maquette à voilure en flèche, dans un écoulement à Mach 1,2 : il n'y a pas de discontinuité d'écoulement à la partie antérieure des ailes.

Adolf Busemann (né le 20 avril 1901 à Lübeck – mort le 3 novembre 1986 à Boulder (Colorado)) est un ingénieur en aéronautique nazi, pionnier de l'aérodynamique. Il a apporté une contribution fondamentale à la connaissance des écoulements supersoniques et a imaginé les voilures en flèche. Recruté par l'Armée américaine en 1947 (Operation Paperclip), il y a imaginé un dispositif anti-onde de choc, le « biplan Busemann. »

## Biographie
Busemann suivit les cours de l'Université technique de Brunswick, et y soutint sa thèse de doctorat en 1924. L'année suivante il était recruté par Ludwig Prandtl à l'Institut Kaiser-Wilhelm pour y rejoindre l'équipe de chercheurs en aéronautique constituée autour de Theodore von Kármán, de Max Munk et de Jakob Ackeret. Il s'intéressa entre autres à la magnétohydrodynamique, ainsi qu'au guidage cylindrique des ondes de choc et à la dynamique transitoire des gaz. En 1930 il se vit offrir la chaire d'aéronautique de l’Université de Göttingen. Il occupa par la suite différentes fonctions au sein de la communauté scientifique allemande de l'Entre-deux-guerres, et sous le ministère Goering devint directeur du Laboratoire de métrologie de Brunswick, l'un des centres de recherche les plus réputés d'Allemagne.
Busemann est à l'origine de la notion de voilure en flèche, qui apparaît dans la communication qu'il a prononcée lors de la Conférence Volta (en) de Rome en 1935. Cet article ne concerne que les écoulements supersoniques. Au milieu des années 1930, les avions n'avaient pas encore atteint la vitesse de 500 km/h, et les études de Busemann sur la question n'avaient donc qu'un caractère spéculatif. Néanmoins il poursuivit ses recherches sur le mouvement supersonique, et à la fin de l'année 1935 il avait établi que les mêmes conditions prévalent dans les écoulements transsoniques. En tant que directeur des laboratoires de Brunswick, il entreprit une série d'expériences en soufflerie pour vérifier sa théorie, si bien qu'en 1942 il avait amassé suffisamment de mesures pour passer au développement d'un avion à grande vitesse, le prototype Messerschmitt P.1101.

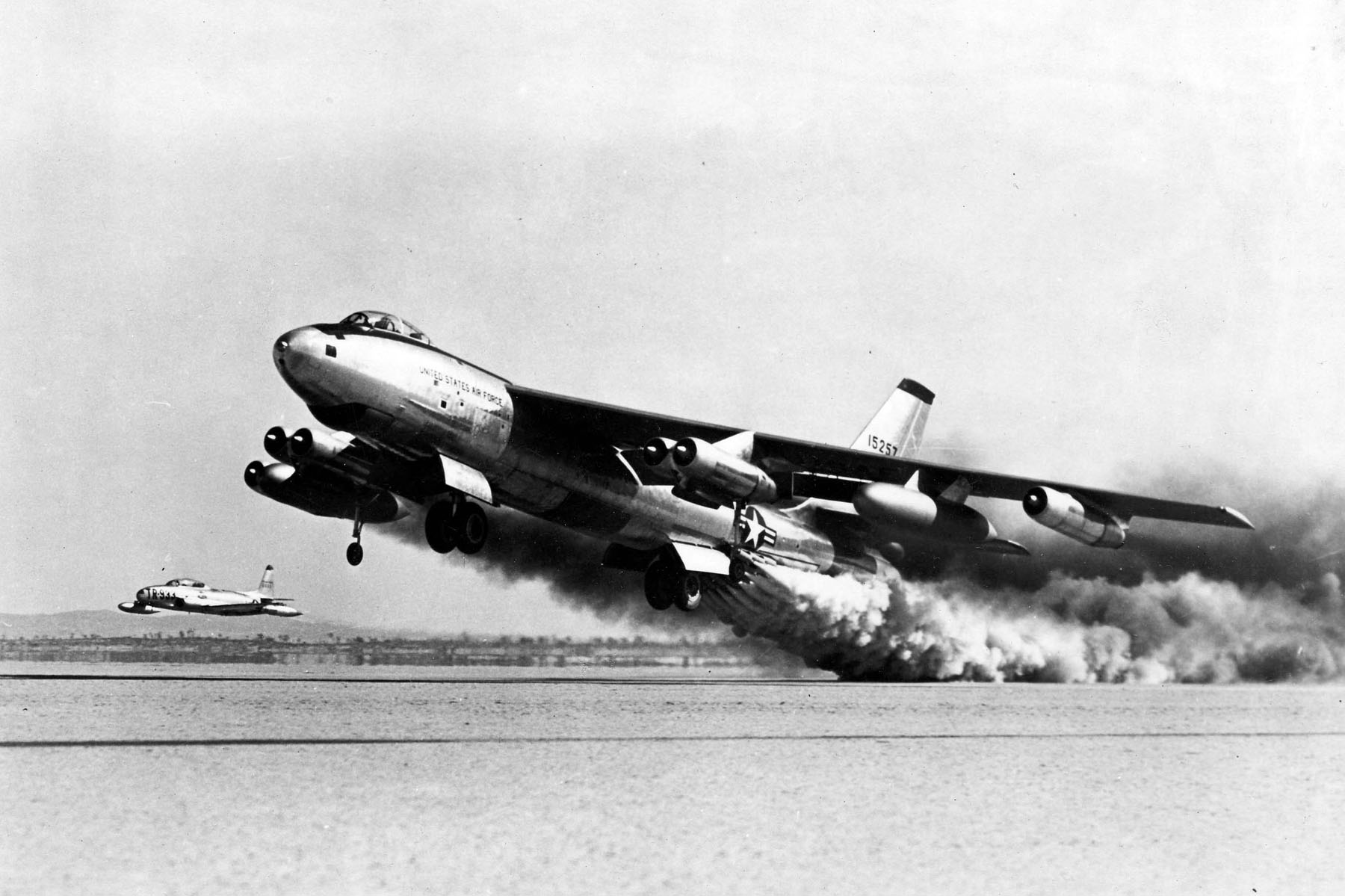
Décollage assisté du Boeing B-47 avec fusée ventrale.

À la fin de la Deuxième guerre mondiale, dans le cadre de l’Operation Lusty, une équipe d'ingénieurs américains : von Kármán, Tsien Hsue-shen, Hugh Dryden et George S. Schairer (en) de Boeing fut envoyée en Allemagne pour y faire le point des avancées allemandes en matières d'aéronautique. Ces hommes arrivèrent au laboratoire de Brunswick le 7 mai 1945, et il y découvrirent toutes les données recueillies sur la « voilure en flèche ». Lorsqu'ils questionnèrent Busemann à ce propos, « son visage s'illumina » et il dit « Oh, vous vous souvenez, j'avais lu une communication sur cette question à la Conférence Volta en 1935! » Plusieurs membres de la commission américaine se souvenaient bien de la conférence et de l'intervention de Busemann, mais ils n'avaient plus aucune idée du thème de sa communication. Prenant conscience de son importance, Schairer écrivit sur le champ à la Sté Boeing pour signaler l'importance de ce dispositif, qui allait mener à une révision d'ensemble du Boeing B-47 Stratojet, pour le doter d'une voilure en flèche. Les recherches de Busemann et de Robert T. Jones (en) allaient révolutionner l'histoire de l'aviation.
Vers la fin de la guerre, Busemann avait commencé à étudier l'écoulement de l'air autour d'une aile delta, et amorçait par là sa théorie du cône de Mach, qui ramenait l'étude de l'écoulement supersonique à un écoulement plus simple grâce à la transformation conforme dans le plan complexe.
Busemann partit pour les États-Unis en 1947 et fut affecté au Centre de recherche Langley du National Advisory Committee for Aeronautics. En 1951 il donna une conférence où il expliquait qu'aux vitesses quasi supersoniques, l’air, loin de s'expandre en sortie de tuyère (ce que le théorème de Bernoulli implique dans les écoulements laminaires), se comporte en fait pratiquement comme un fluide incompressible et reste confiné dans un tube de diamètre fixe ou, pour reprendre les termes de Busemann, dans un tube de courant (streampipes). Le chercheur allemand plaisantait les ingénieurs en aérodynamique, affirmant qu'il leur faudrait bientôt devenir des fumistes. Cette conférence incita l'un des auditeurs, Richard Whitcomb, à préciser le rôle que jouaient ces tubes de courant dans un écoulement transsonique qu'il avait expérimenté : cela le mit sur la piste de la loi de Whitcomb quelques jours plus tard.
À Langley, Busemann se mit d'abord à travailler sur les problèmes de bang supersonique, et dépensa une énergie considérable pour caractériser ce phénomène, et y remédier. C'est ainsi qu'il imagina le « biplan Busemann », un guide d'ondes qui noie dans l’œuf une partie des ondes de choc et ne s'accompagne d'aucune traînée (mais au prix d'une portance quasi nulle !).
Busemann obtint une chaire d'aérodynamique à l’Université du Colorado en 1963 ; il suggéra à la fin des années 1970 à la NASA d'équiper la navette spatiale de tuiles réfractaires en céramique pour la rentrée atmosphérique. Il a été distingué en 1966 par la remise de l'Anneau Ludwig-Prandtl, récompense suprême de la Deutsche Gesellschaft für Luft- und Raumfahrt, en reconnaissance de « ses contributions remarquables à l’aérospatiale. »